# 杉山とく子
杉山 とく子（すぎやま とくこ、本名及び旧芸名；杉山 徳子、1926年〈大正15年〉8月16日 - 2014年〈平成26年〉8月28日）は、日本の女優。東京府（現東京都）出身、血液型はB型。代表作は映画『キューポラのある街』、テレビドラマ『男はつらいよ』、『渡る世間は鬼ばかりシリーズ』。

## 来歴・人物
実践女子学園第二高等女学校卒業後、保母や千葉新聞社の広告部員として働く。
東宝のニューフェイスに応募し、1946年に舞台芸術アカデミーへ。
2年の養成期間を経て、1948年、俳優座に入り、同年に『遠くへの羊飼い』で舞台デビュー。
1949年には『白鳥は悲しからずや』で映画初出演。長く中堅女優として活動した。
『男はつらいよ』（テレビドラマ版）では車つね役を務めたほか、映画版シリーズにも別役で多く出演。
1990年からは『渡る世間は鬼ばかり』で長女・弥生の姑である野田ハナ役を演じていた。
1992年、66歳の時に埼玉県の老人ホームに居を移し、収録は老人ホームから通っていた。
2005年に芸能界引退（『渡る世間は鬼ばかり』第7シリーズが引退に伴う最後の出演作となった）。
2014年8月28日、肝臓がんで死去。88歳没。
山岡久乃・長山藍子・前田吟と共演が多く、山田洋次作品には常連出演していた。

## 出演

### テレビドラマ
NHK
- 虹（1970年 - 1971年）
- 松本清張シリーズ・火の記憶（1978年） - 恵良ツネ 役
- なっちゃんの写真館（1980年） - ばあや・トメ 役
- ポーツマスの旗（1981年）
- 新・なにわの源蔵事件帳 第3話「蔵屋敷の怪事件」（1983年）
- 腕におぼえあり（1992年） - おさわ 役
- 鶴亀ワルツ（1999年）
- 素顔のときめき（2000年） - ヒデ

日本テレビ
- でっかい青春（1967年 - 1968年） - 下宿屋の女将・くめ 役
- てんつくてん（1973 ‐ 1974年） - 鹿（洋子・昌子の母） 役
- 春のもつれ（1973年） - きぬ 役
- 愛の哀しみ（1976年）
- 事件記者チャボ!（1984年4月28日） - 山田ハツ 役
- 大都会 PARTII 第43話「城西署爆破計画」（1978年1月24日） - 下平の元妻
- 太陽にほえろ! PART2 第3話「老犬ムク」（1986年12月12日） - 老婆
- はだかの刑事（1993年8月27日）
- 火曜サスペンス劇場
  - 「連鎖寄生眷属」（1984年） - 野平モモ
  - 「身辺警護7」（2001年4月17日） - 加山タキ 役

TBS
- 木下恵介アワー
  - たんとんとん（1971年） - 堀田咲子 役
  - 太陽の涙（1971年） - 矢場の妻 役
- 大岡越前 第4部 第22話「人情雛裁き」（1975年） - お峰 役
- はじめまして（1975年） - 出海トミ子 役
- 赤い疑惑（1976年1月9日）‐ 野田ハナ 役
- 水戸黄門
  - 第7部 第18話「盗まれた印籠 -山形-」（1976年9月20日） - かね 役
  - 第26部 第12話「チェスト!兄妹仇討ち -鹿児島-」（1998年5月4日） - ふじ 役
- 日曜劇場
  - おかしな夫婦（1978年6月25日、HBC） - エツ 役
  - ガッコの先生（2001年10月7日） - 野田ハナ 役
- 青い絶唱（1980年）[3]
- 妻たちの鹿鳴館（1988年） - 梅竜の母 役
- 渡る世間は鬼ばかり（1990年 - 2005年） - 野田ハナ 役※女優を引退するまで出演を続けた。第7シリーズが遺作
- 家族って（1990年）
- 家栽の人（1993年）
- ひとり家族（1994年） - 亀井律子 役
- ぽっかぽか（1994　- 1997年） - 八木タカ 役
- 天までとどけ（1998年） - 白井きん 役
- 幽霊ママ（1998年）
- 月曜ドラマスペシャル ⇒ 月曜ミステリー劇場
  - 「十津川警部シリーズ」（1993年）
  - 「松本清張特別企画・父系の指」（1995年） - かね
  - 「探偵 左文字進」（1999年）
  - 「カードGメン・小早川茜」（2003年） - 竹中シズ 役

フジテレビ
- 若者たち（1966年）
- 男はつらいよ（1968 - 1969年） - 車つね　役
- おれの義姉さん（1970年） - 操 役
- 日曜恐怖シリーズ（1978年）
- 白旗の少女（1990年）
- これから 海辺の旅人たち（1993年）
- 髪結い伊三次（1999年） - おせい 役
- 金曜エンタテイメント 「坊ちゃん教授の事件簿」（1997 - 1998年） - 家政婦・清 役

テレビ朝日
- 緑の夢を見ませんか?（1978年）
- さすらい刑事旅情編（1992年）
- はぐれ刑事純情派
  - （1992年） - 坂本フデ 役
  - （1993年） - 加藤トシコ 役
- せつない（1998年）
- 土曜ワイド劇場
  - 「松本清張の「顔」・死の断崖」（1978年）
  - 「西村京太郎トラベルミステリー24」（1993年） - 田中ふみ 役
  - 「タクシードライバーの推理日誌」（2000年）

テレビ東京
- 女と愛とミステリー / 「旅行作家・茶屋次郎1」（2001年） - 市山房枝 役

### 映画
- 白鳥は悲しからずや（1949年）
- 女の園（1954年） - 女子大生（新井） ※ノンクレジット
- 警視庁物語 遺留品なし（1959）
- キューポラのある街（1962年） - 石黒トミ
- 男はつらいよシリーズ
  - 男はつらいよ 望郷篇（1970年） - 三浦富子
  - 男はつらいよ 寅次郎頑張れ!（1977年）  -パチンコ店の客
  - 男はつらいよ 寅次郎わが道をゆく（1978年） - 後藤留吉の母
  - 男はつらいよ 寅次郎かもめ歌（1980年） - 国勢調査員
  - 男はつらいよ 寅次郎紙風船（1981年） - 宿屋の女将
  - 男はつらいよ 寅次郎あじさいの恋（1982年） - かがりの養母
  - 男はつらいよ 寅次郎恋愛塾（1985年） - 小春
  - 男はつらいよ 寅次郎の告白（1991年） - 駄菓子屋の老女
- 遊び（1971年） - 少女の母
- 小林多喜二（1974年） - 田口タキの母
- 大脱獄（1975年） - 峰子
- 同胞（1975年） - 斉藤富美
- 遙かなる山の呼び声（1980年） - 房子
- 幻の湖（1982年）
- この子を残して（1983年） - 平田マツ
- キネマの天地（1986年） - おかね
- マルサの女（1987年）
- 嵐が丘（1988年）
- 文学賞殺人事件 大いなる助走（1989年） - 大垣槇
- あげまん（1990年）
- 不意の旅人 (1992年、総務省人権啓発映画) - 大野シカ
- 怖がる人々（1994年）
- 絵の中のぼくの村（1996年） - ウシバンバ

### ラジオドラマ
- 闖入者（1955年、朝日放送） - トシ子

### 劇場アニメ
- 太陽の王子 ホルスの大冒険（1968年） - チャハル[4]
- 世界名作童話 白鳥の王子（1977年） - 魔女
- 世界名作童話 森は生きている（1980年） - 老婆[5]

### 吹き替え
- フック（マギー・スミス）
- ベイブ（メー）
- ER緊急救命室（ミリセント・カーター〈フランシス・スターンハーゲン〉）
- 新・巨大生物の島（アイダ・ルピノ）
- ミステリーゾーン3 #17 「水爆落ちる」（ミセス・ラングスフォード〈キャサリン・スクイール〉）

### CM
- 桃屋 ぬか漬けの素

## 著書
- 老いるとはどういうことですか （1999年7月、雲母書房）